# Dmitri Jojlov
Dmitri Valérievich Jojlov (en ruso Дмитрий Валерьевич Хохлов; 22 de diciembre de 1975 en Krasnodar, Unión Soviética) es un exfutbolista profesional ruso y entrenador. A menudo se le conoce por la transliteración al inglés de su nombre: Dmitry Khokhlov. Jugaba de centrocampista defensivo u organizador y su equipo actual es el FC Dínamo de Moscú de la Liga Premier de Rusia al que dirige desde 2017. Anteriormente había jugado en el CSKA, Torpedo y el Lokomotiv de Moscú, así como en el PSV Eindhoven (Países Bajos) y la Real Sociedad de Fútbol (España). Formó parte de la selección rusa en la Eurocopa de 1996 y el Mundial de 2002.

## Etapa en España
Jojlov fichó por la Real Sociedad de la Primera división española en el mercado de invierno de la temporada 1999-2000 (diciembre de 1999). Llegó junto con el delantero lituano Edgaras Jankauskas, como refuerzo para enderezar la situación de un equipo hundido aquella temporada en el fondo de la tabla. La Real Sociedad pagó 800 millones de pesetas (4,8 millones de euros) por el ruso, siendo el fichaje más caro de la historia del club hasta aquel momento.
Tras debutar con la Real el 5 de enero de 2000 Jojlov estuvo durante 3 temporadas y media en este equipo.  Las primeras dos temporadas y media fueron calcos en cuanto al papel del equipo; un pésimo inicio de Liga con el equipo hundido en los últimos puestos de la clasificación, cambios de entrenador y numerosos refuerzos a mitad de temporada y un buen final que permitió al equipo salvarse tras completar una remontada clasificatoria acabando en el 13.eɽ lugar. La temporada 2002-03, sin embargo, el equipo realizó una fabulosa campaña desde un principio y rozó la obtención del título de Liga, quedando finalmente en 2.º lugar y clasificándose para la Liga de Campeones de la UEFA. Al ruso le tocó ser titular indiscutible durante los 3 malos años de la Real, pero la temporada del subcampeonato perdió la titularidad y fue utilizado en algo menos de la mitad de los partidos, y casi siempre saliendo desde el banquillo. Aquella temporada terminaba el contrato del ruso, y la Real decidió no prorrogar el contrato de Jojlov. En total Dmitri jugó 113 partidos oficiales con la Real de los cuales 111 fueron en la Primera división española y marcó 14 goles. Durante su paso por la Real Jojlov demostró ser un jugador de técnica exquisita, aunque muy frío, y fue decisivo en la obtención de la permanencia durante las temporadas 1999-00, 2000-01 y 2001-02.

## Etapa en el Lokomotiv
En julio de 2003, quedando como agente libre, decidió fichar por el Lokomotiv de Moscú, vigente campeón de la Superliga de Rusia, que gracias a ese triunfo iba a disputar la Liga de Campeones de la UEFA 2003-04. Jojlov fichó por lo que restaba de la temporada 2003, y por las siguientes 2 temporadas (en Rusia la Liga se disputa de enero a diciembre).
Jojlov tuvo un papel destacado en la campaña europea del Lokomotiv. El equipo no solo logró clasificarse para la fase de grupos eliminando al FC Shakhtar Donetsk, sino que logró superar un complicado grupo en el que se encontraban Arsenal Football Club, Inter de Milán y Dinamo de Kiev. En dicha fase el Lokomotiv logró una histórica victoria como local por 3:0 frente al Inter de Milán, que a la postre resultó decisiva para eliminar a los italianos y clasificar a los rusos como segundos de grupo. Jojlov marcó el tercer gol de los rusos en aquel histórico partido. En octavos de final el Lokomotiv cayó frente al AS Mónaco, futuro finalista, por doble valor de los goles fuera de casa. La gran campaña del Lokomotiv en Europa tuvo como efecto colateral que el equipo no pasara del cuarto puesto en la Liga.  
La temporada de 2004 el Lokomotiv volvió a ganar el título de Liga.

## Participaciones en Torneos internacionales de selecciones
| Torneo                         | Selección | Resultado    |
| ------------------------------ | --------- | ------------ |
| Eurocopa 1996                  | Rusia     | Primera Fase |
| Copa Mundial de Fútbol de 2002 | Rusia     | Primera Fase |

## Clubes
| Club            | País         | Año       |
| --------------- | ------------ | --------- |
| CSKA Moscú      | Rusia        | 1993-1996 |
| Torpedo Moscú   | Rusia        | 1997      |
| PSV Eindhoven   | Países Bajos | 1997-1999 |
| Real Sociedad   | España       | 1999-2003 |
| Lokomotiv Moscú | Rusia        | 2003-2005 |
| Dinamo Moscú    | Rusia        | 2006-2010 |

## Palmarés
| Título    | Club         | País            | Año       |
| --------- | ------------ | --------------- | --------- |
| Liga      | Países Bajos | PSV Eindhoven   | 1999-2000 |
| Liga      | Rusia        | Lokomotiv Moscú | 2004      |
| Supercopa | Rusia        | Lokomotiv Moscú | 2005      |